# Буров, Константин Фёдорович
Константи́н Фёдорович Бу́ров (1854, Ярославская губерния — 1936, Москва) — русский и советский архитектор, автор ряда доходных домов и других построек в Москве. Отец архитектора А. К. Бурова.

## Биография
В 1894 году получил от Техническо-строительного комитета МВД право производить работы по гражданскому строительству и дорожной части. Работал архитектором Московского совета детских приютов. В 1900-х годах сотрудничал с архитектором Л. Н. Кекушевым. В 1924 году работал архитектором в частной строительной конторе. Скончался в Москве в 1936 году.
Отец архитектора А. К. Бурова (1900—1957).

## Проекты и постройки в Москве
- 1899 — городская усадьба А. В. Каминской — Л. В. Пономарёва — Г. М. Арафелова, Знаменка, 11/11 (перестроен)  памятник архитектуры (региональный)
- 1892—1899 — доходный дом Лясотович — А. А. Коломейцева, Неглинная улица, 15, стр. 1[1]
- 1900 — реальное училище Мазинга, Малый Знаменский переулок, 7/10, стр. 5[1]
- 1900 — доходный дом С. И. Костякова, Старопименовский переулок, № 15/23, стр. 1 (надстроен)[3]
- 1903, 1906 — работы во владении К. В. Исаева, надстройка флигеля, Пятницкая улица, 49, стр. 2, 3[2]
- 1904 — доходный дом, Хлебный переулок, 26 (надстроен)[1]
- 1904 — проект дома Дамского попечительства о бедных Ведомства учреждений императрицы Марии, Малый Козихинский переулок, 4 (предположительно построен по изменённому проекту Л. Н. Кекушева и Н. С. Шуцмана)[2]
- 1904 — доходный дом, 1-й Обыденский переулок, 7[1]
- 1904—1905 — доходный дом Бочаровых (продлён), Гоголевский бульвар, д. 21, стр. 1[4][5]

- 1906 — доходный дом, Большой Афанасьевский переулок, 30 (перестроен)[1]
- 1908 — доходный дом, Филипповский переулок, 4[1]
- 1911 — постройки (ледник, садовый павильон) и устройство сада в городской усадьбе Лопатиных, Сивцев Вражек, 42, стр. 4, 5 памятник архитектуры (региональный)
- 1911 — доходный дом, Еропкинский переулок, 4[1]